# FK Liepājas Metalurgs
FK Liepājas Metalurgs (letonă Futbola klubs "Liepājas metalurgs") a fost un club de fotbal din Liepāja, Letonia.Echipa își susținea meciurile de acasă pe Daugava Stadium cu o capacitate de 5.100 de locuri.

## Lotul sezonului 2009-2010
| Nr. |          | Poziție | Jucător             |
| --- | -------- | ------- | ------------------- |
| 2   | Letonia  | F       | Andrejs Žuravļovs   |
| 3   | Letonia  | F       | Oskars Kļava        |
| 4   | Letonia  | F       | Dzintars Zirnis     |
| 7   | Letonia  | M       | Maksims Rafaļskis   |
| 8   | Letonia  | A       | Deniss Rakels       |
| 9   | Lituania | M       | Tomas Tamošauskas   |
| 13  | Letonia  | F       | Pāvels Surņins      |
| 14  | Letonia  | F       | Intars Kirhners     |
| 16  | Letonia  | M       | Jevgēņjis Koršakovs |

| Nr. |         | Poziție | Jucător              |
| --- | ------- | ------- | -------------------- |
| 17  | Letonia | A       | Andrejs Prohorenkovs |
| 21  | Letonia | P       | Pāvels Šteinbors     |
| 22  | Letonia | A       | Vladimirs Kamešs     |
| 23  | Letonia | A       | Kristaps Grebis      |
| 27  | Letonia | M       | Igors Aleksejevs     |
| 28  | Letonia | F       | Antons Jemeļins      |
| 31  | Letonia | P       | Viktors Spole        |
|     | Letonia | F       | Dmitrijs Mihailovs   |
|     | Letonia | M       | Jevgēņjis Golovins   |

## Palmares
- Virsliga
  - 2005
- Virsliga locul doi
  - 1998, 1999, 2003, 2004, 2006, 2007
- Cupa Letoniei
  - 1946, 1947, 1948, 1953, 1954, 1955, 1963, 1964, 2006
- Liga Baltică
  - 2007
- Campionatul Leton Sovietic
  - 1946, 1947, 1949, 1951, 1953, 1954, 1956, 1957, 1958,